# Amegilla flava
Amegilla flava es una especie de abeja excavadora perteneciente al género Amegilla, categorizada en la tribu Anthophorini, de la subfamilia Apinae.
La hembra mide 13 mm de longitud, las alas anteriores 9,4 mm; el macho mide 11,8 mm de longitud, alas anteriores 8,8 mm y ancho de cabeza 4,7 mm.

## Taxonomía
Se atribuye su descripción al entomólogo de origen alemán Heinrich Friedrich August Karl Ludwig Friese, quien la citó por primera vez en 1911. La especie aparece registrada en la sección Zur Bienenfauna Neugineas und der benachbarten Gebiete. (Hym.) Nachtrag II de Deutsche Entomologische Zeitschrift, Vol. 6., publicada por Friese, H. en 1911.

## Distribución
La especie se distribuye por Australia, en los estados de Australia Occidental y Victoria.